# Kąpielisko

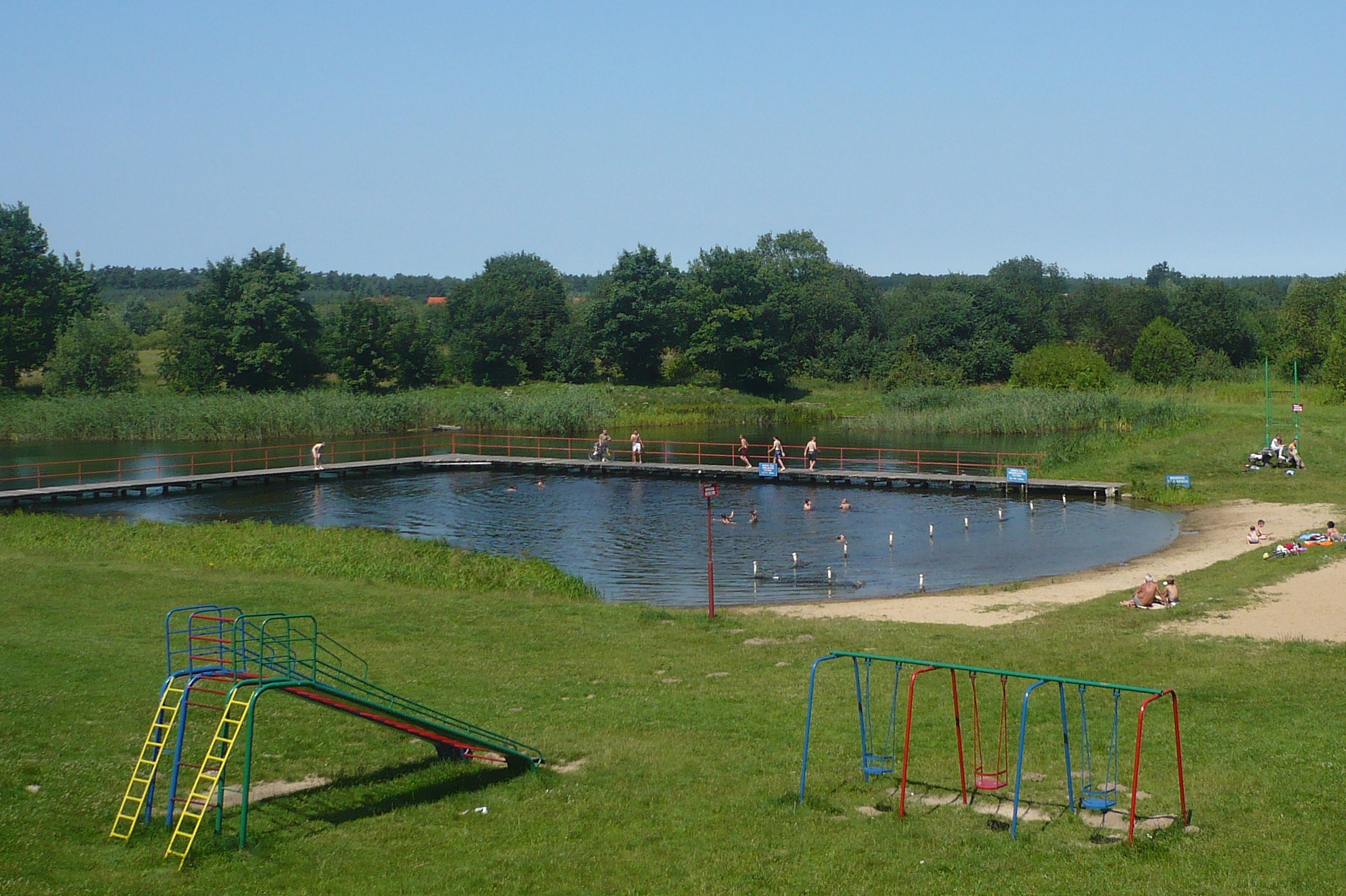
Niestrzeżone kąpielisko miejskie w Gryficach

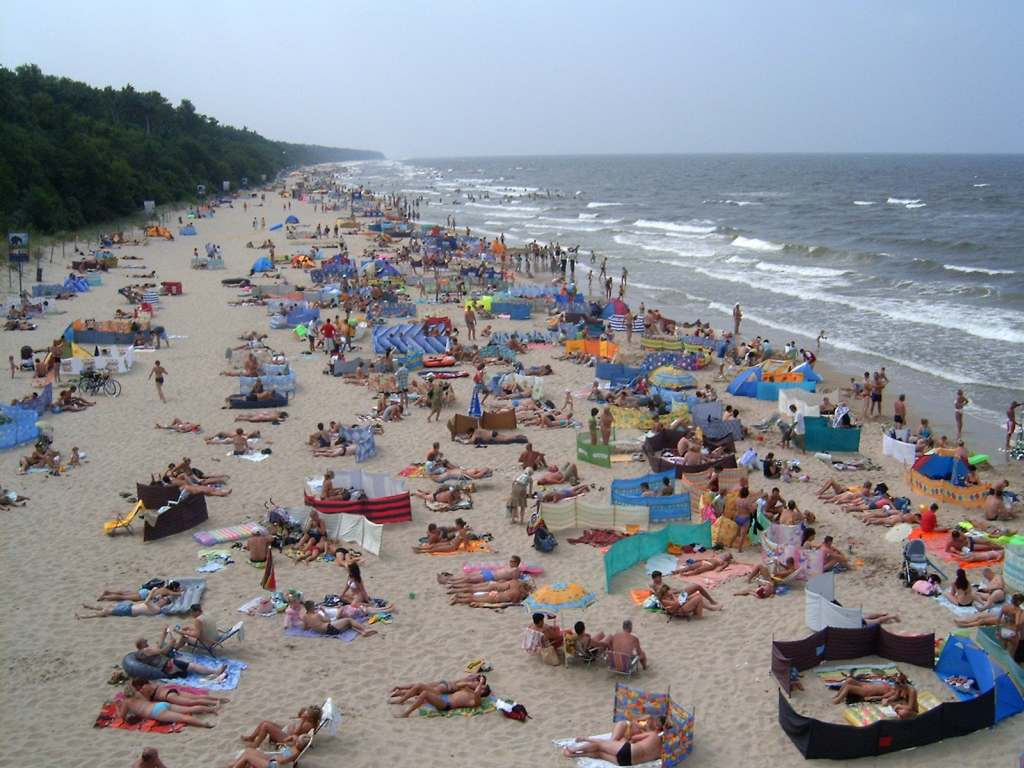
Kąpielisko w Pobierowie

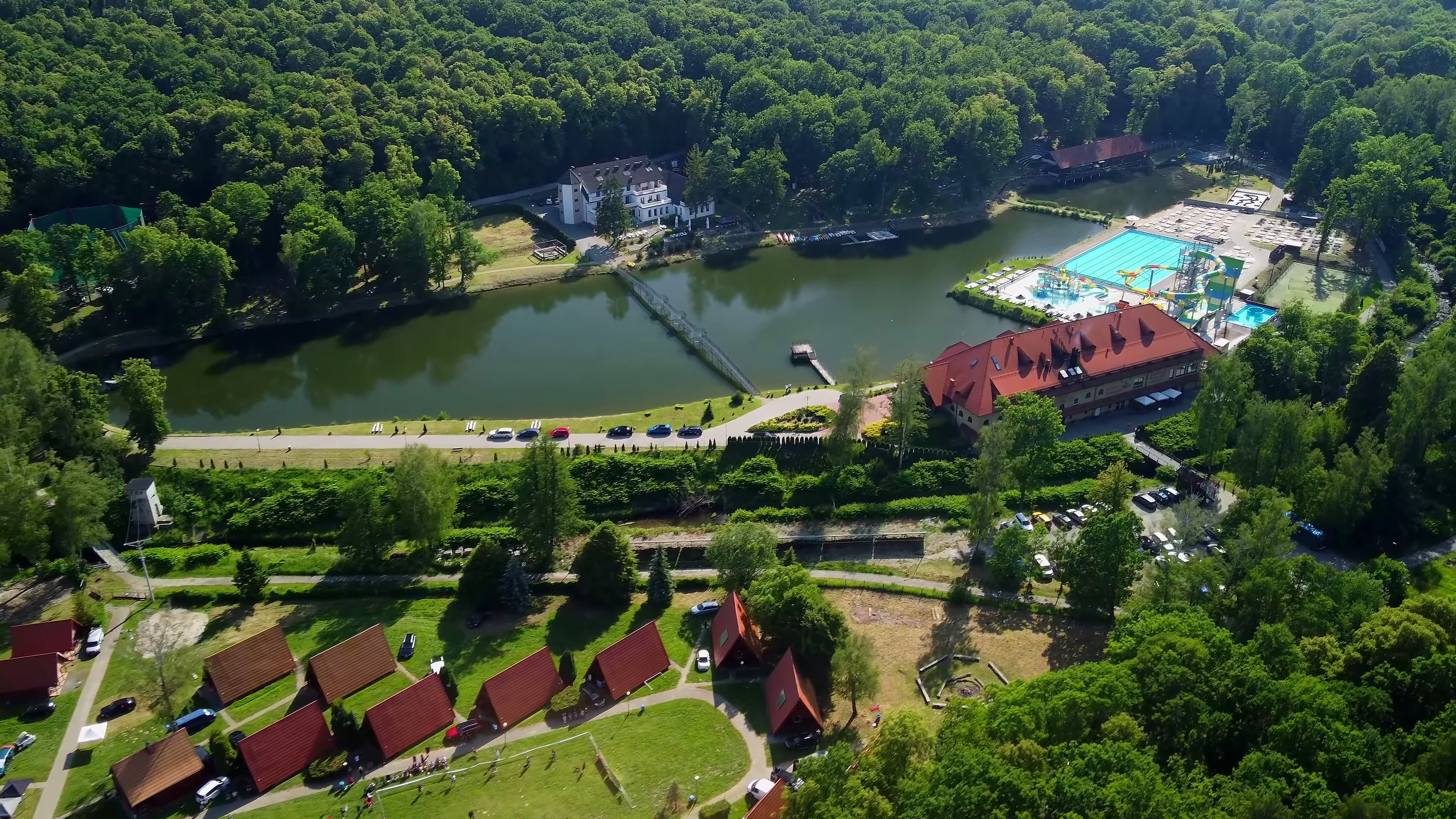
Kąpielisko w Pokrzywnej koło Prudnika

Kąpielisko – oznakowany fragment wód powierzchniowych, wykorzystywany przez dużą liczbę osób kąpiących się. Najczęściej są ustanawiane przy naturalnych zbiornikach wodnych, jak jeziora, morza lub rzeki. Na strzeżonych kąpieliskach o bezpieczeństwo osób kąpiących się dbają ratownicy wodni.
Często w pobliżu gorących źródeł zakładane są kąpieliska termalne lub lecznicze, ze specjalnie przygotowanymi basenami do zdrowotnych kąpieli. Przykładem kąpieliska termalnego jest kompleks w Beszeniowej (słow. Bešeňová) na Słowacji. Także kąpielisko w Rajcu korzysta ze źródeł wód termalnych, o temperaturze 38 °C.
W Polsce corocznie rady gmin określają, w drodze uchwały wykaz kąpielisk na terenie gminy lub na polskich obszarach morskich przyległych do danej gminy. W stosunku do kąpielisk może zostać wydany stały zakaz kąpieli.
Jedną z form wyróżnienia kąpielisk na świecie są przyznawane corocznie Błękitne Flagi.
W Polsce ustalono, że kąpieliskiem nie jest: basen pływacki, basen uzdrowiskowy, zamknięty zbiornik wodny podlegający oczyszczaniu lub wykorzystywaniu w celach terapeutycznych, sztuczny, zamknięty zbiornik wodny, oddzielony od wód powierzchniowych i wód podziemnych.
W 1975 r. Rada Unii Europejskiej określiła wymogi jakościowe dla wody w kąpieliskach, gdzie zostały ustalone parametry wytyczne (G) oraz obowiązkowe (I) Dyrektywy 76/160/EEC. Dyrektywa ta obowiązywała do 2014 roku i została zastąpiona Dyrektywą kąpieliskową, czyli Dyrektywą 2006/7/WE Parlamentu Europejskiego i Rady z dnia 15 lutego 2006 r. dotyczącą zarządzania jakością wody w kąpieliskach i uchylającą dyrektywę 76/160/EWG. W 2011 r. Komisja Europejska ustanowiła symbole informujące o klasyfikacji wody w kąpielisku, a także symbole informujące o zakazie kąpieli lub zaleceniu niekąpania się.
W Polsce ustalono, że w czasie dyżuru ratownicy mają obowiązek wywieszania na maszcie odpowiednich flag informacyjnych w kąpielisku. Wywieszona biała flaga oznacza dozwoloną kąpiel, a czerwona flaga oznacza zakaz kąpieli. Flagę czerwoną wywiesza się w przypadku, gdy co najmniej:
1. temperatura wody wynosi poniżej 14 °C;
2. widoczność jest ograniczona do 50 m;
3. szybkość wiatru przekracza 5 stopni w skali Beauforta;
4. występują fale powyżej 70 cm, z pojawiającymi się pienistymi, białymi grzywami;
5. występują silne prądy wsteczne;
6. trwa akcja ratownicza;
7. prędkość nurtu wody przekracza 1 m/s;
8. występuje chemiczne lub biologiczne skażenie wody;
9. występują wyładowania atmosferyczne.